# Musica enchiriadis

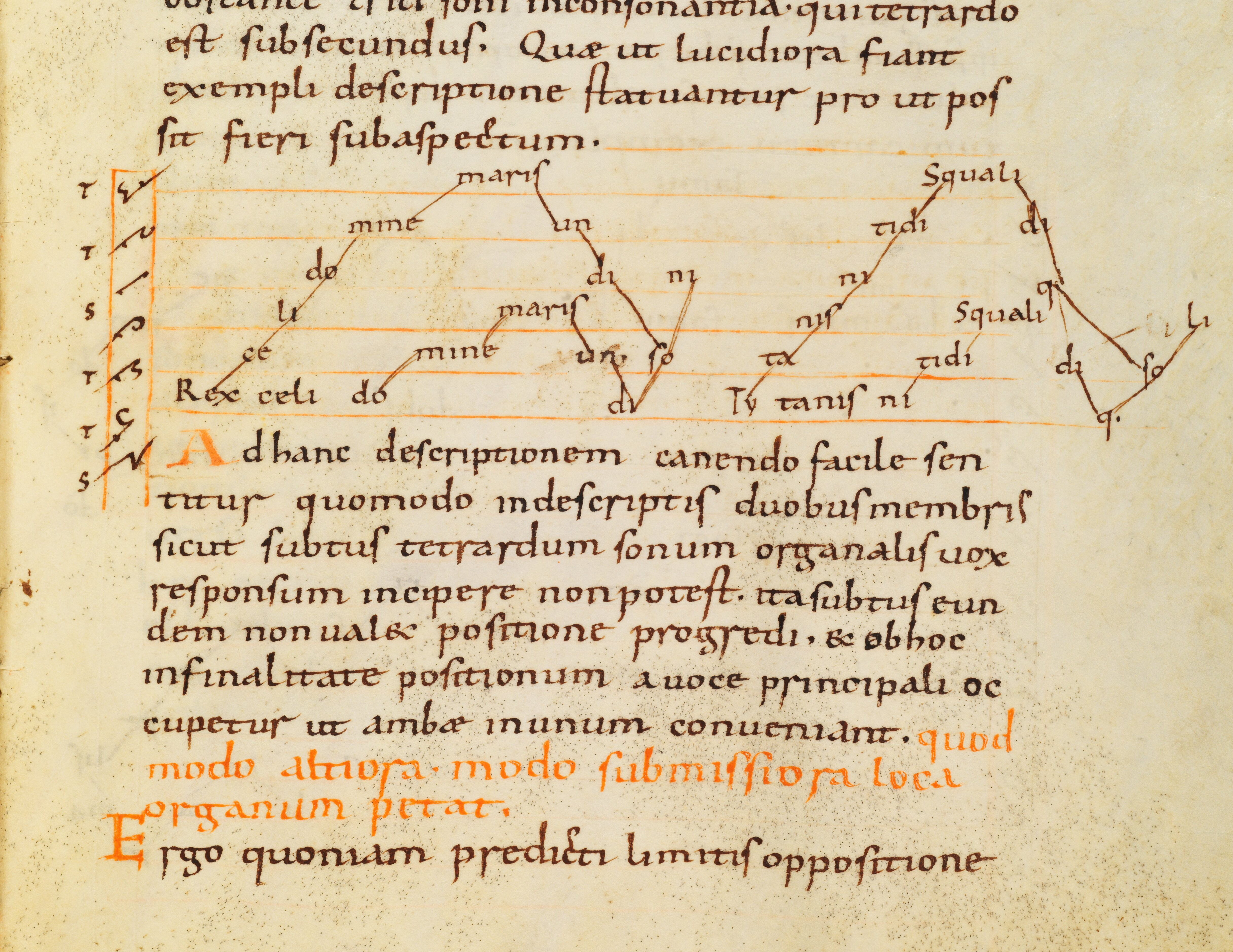
Zobrazení organa v dazijské notaci. Musica enchiriadis, pozdní 9. století

Musica enchiriadis (dosl. „příručka k /nauce o/ hudbě“) je titul traktátu z 9. století, který pojednává o způsobu zpívání organa. Tato „příručka“ pochází z raného období západního vícehlasu a je psána tzv. dazijské notaci. Výraz organum v gregoriánském chorálu označoval přidání jednoho hlasu (organum duplum), později též více hlasů (organum triplum, resp. quadruplum).
Pojednání Musica enchiriadis bylo zřejmě zamýšleno jako praktický návod k výuce zpěvu organ v klášterní pěvecké praxi.

## Pravidla notace
Tato notace používá množství tvarů písmen, která jsou otočená o 90°, k vyjádření různých tónových výšek. Podle pravidel raně středověkého hudební tvorby připadalo u gregoriánského chorálu v úvahu u přidaného hlasu použití jen některých intervalů i vedení hlasů. Musica enchiriadis takto popisuje výhradně quintorganum a quartorganum. Tyto formy organ jsou také známy jako paralelní organum, tzn., že se oba hlasy pohybovaly převážně v paralelním pohybu stále v kvintovém nebo kvartovém rozestupu (případně doplněné o zdvojenou horní oktávu).
Výjimku zde tvořily začátek a konec písně, kdy na začátku oba hlasy vycházely z téhož tónu a pohybovaly se paralelním pohybem a na konci zpěvu se hlasy opět sbíhaly do výchozího tónu (occursus).